# トゥッリ
トゥッリ（イタリア語: Turri）は、イタリア共和国サルデーニャ自治州南サルデーニャ県にある、人口約400人の基礎自治体（コムーネ）。

## 地理

### 位置・広がり

#### 隣接コムーネ
隣接するコムーネは以下の通り。括弧内のORはオリスターノ県所属を示す。
- バラーディリ (OR)
- バレッサ (OR)
- ジェヌーリ
- パウリ・アルバレーイ
- セッツ
- トゥイーリ
- ウッサラマンナ